# Heinz Reber
Heinz Reber (* 14. März 1952 in Bern; † 14. August 2007 ebenda) war ein Schweizer Komponist.

## Leben
Heinz Reber war Redaktor für Radio DRS, arbeitete im Bereich Musiktherapie und realisierte Audio- und Videoprojekte mit Patienten der Psychiatrischen Universitätsklinik Bern. Er war Hauskomponist und ‑autor am Stadttheater Bern. Von 1986 bis 1991 lebte er in Berlin und schrieb die Musik für die DEFA-Produktion: Pestalozzis Berg (1989). Seit 1992 lebte er in Wien und war als Komponist und als Regisseur von Opernprojekten tätig; er arbeitete zudem mit dem Klangforum Wien zusammen. Reber war Gastprofessor für Sologesang und musikdramatische Darstellung an der Universität für Musik und darstellende Kunst Wien. 2006 wurde am Zürcher Theater Spektakel sein Werk «Walking in the limits», ein Musik-Theater-Projekt, uraufgeführt.

## Musik-Theater
- Elend des Vergleichs, UA 1986, Schauspielhaus Zürich
- Walking in the Limits, UA 2006, Zürcher Theater Spektakel

## Opern
- Der Sturm (Fassung und Übersetzung Peter Borchart; Theaterverlag Ute Nyssen & J. Bansemer GmbH), 15. März 1987, Stadttheater Bern
- School of Athens – School of Nô, UA 1992, Neue Studiobühne Wien
- Lichter Spiegel Klang Bild Körper der Romantik, UA 1997, Neue Studiobühne Wien
- An Chung-gun, UA 2001 Hebbel-Theater Berlin / 2. Premiere 2002 LG-Art-Center Seoul, Korea

## Andere Werke
- Voices. Noices, Klangradio ORF
- Superstrings (Sound-Video-Installation), im Auftrag des Klangforums Wien, UA 2002, Konzerthaus Wien
- Music for Sheng, UA Wien 2003
- String Trio, 2007

## Diskografie
- Eine Orgel mit drei Lungen 1978
- Cellorganics 1982
- Mnaomai, Mnomai 1990
- MA – two songs 1996